# Pierre Aubameyang
Pierre-François Aubame-Eyang (es el nombre original antes de adquirir la nacionalidad francesa y fusionar los dos apellidos a
Pierre-François Aubameyang) también conocido como Yaya Aubameyang (Bitam, Gabón, 29 de mayo de 1965) es un exfutbolista gabonés (aunque con pasaporte francés). Se desempeñaba como defensa y jugó casi toda su carrera deportiva en Francia. Fue internacional con la selección de fútbol de Gabón en 80 ocasiones.
Padre de tres hijos, todos han sido futbolistas profesionales, siendo el más conocido Pierre-Emerick Aubameyang.

## Clubes
| Club              | País     | Año         | Partidos | Goles |
| USM Malakoff      | Francia  | 1982 - 1984 | 33       | 5     |
| Stade Lavallois   | Francia  | 1984 - 1991 | 131      | 4     |
| Le Havre AC       | Francia  | 1991 - 1994 | 96       | 2     |
| Toulouse FC       | Francia  | 1994 - 1995 | 24       | 0     |
| FC 105 Libreville | Gabón    | 1995        | 0        | 0     |
| Junior            | Colombia | 1996        | 38       | 14    |
| US Triestina      | Italia   | 1996 - 1997 | 18       | 3     |
| OGC Niza          | Francia  | 1997 - 1998 | 28       | 1     |
| FC Ruán           | Francia  | 2001 - 2002 | 29       | 4     |